# Mário Jorge
Mário Jorge da Silva Pinto Fernandes (Ponta Delgada, 24 luglio 1961) è un ex calciatore portoghese, di ruolo centrocampista.

## Carriera

### Nazionale
Ha collezionato 9 presenze con la nazionale portoghese.

## Palmarès

### Club

#### Competizioni nazionali
- Campionato portoghese: 1

Sporting Lisbona: 1981-1982
- Coppa del Portogallo: 1

Sporting Lisbona: 1981-1982
- Supercoppa di Portogallo: 2

Sporting Lisbona: 1982, 1987